# 澳門葡京人
 澳門葡京人（Lisboeta Macau）是澳門主題公園渡假村股份有限公司位於澳門路氹城的綜合度假村酒店，鄰近澳門東亞運動會體育館及上葡京，佔地106015平方米，總建築面積為141035平方米，已證實沒有賭場。酒店於2021年7月17日開放部分設施，包括室內跳傘、「葡京人夜市」及其他餐飲商戶等設施。 2021年10月23日，商場正式開業；同年11月1日，位於商場二樓的戲院試業。

## 歷史
- 澳門葡京人前身曾先後提出興建Jockey Club Hello Kitty主題樂園。項目經多次延後及更改，項目在2018年8月已平頂及於其後公佈項目名稱為葡京人綜合渡假村。董事何猷亨表示近年澳門落成的主題度假村欠缺澳門經典元素，該項目希望以新形式延續澳門人的集體回憶，重塑澳門面貌。

- 由2020年12月20日起，借出酒店給政府作為「自選醫學觀察酒店」提供有需要人士自費入住，在借用為「自選醫學觀察酒店」期間，葡京人酒店的餐飲、零售及娛樂項目將不對外開放。原本打算與澳博的上葡京一同於2020年開幕，但兩者都因為COVID-19疫情影響而要延長至2021年初才開幕。

- 2021年6月23日，澳門主題公園渡假村有限公司透過新聞稿表示，7月17日起部分設施將率先開放。[3]

- 2021年7月20日，澳博副主席兼行政總裁蘇樹輝指，意在「葡京人」內增開新的自行推廣娛樂場 ，但集團現階段與「葡京人」方面尚未達成合作條款。目前博監局尚未收到「葡京人」申請設賭枱。[4]

- 2021年8月5日，因澳門新增四宗已流入社區的2019冠狀病毒病個案，葡京人宣佈即日起暫停開放至另行通告到8月20日重開。[5] 部分設施於8月19日起重新開放。

- 2021年10月4日，因澳門出現兩個2019冠狀病毒病感染群組個案，葡京人宣佈即日起暫停開放至另行通告到10月21日重開。[6]

- 2021年10月23日，位於葡京人內的「H捌伍叄商場（現名為H853 FUN FACTORY娛樂廠）」和「燊哥冰室」於當天正式開業，而IMAX戲院於同年11月1日試業。[7]

- 2022年1月3日起，葡京人酒店結束「自選醫學觀察酒店」用途並清空。

- 2022年3月18日，商場正式命名為「H853FunFactory娛樂廠」，結合時尚、餐飲、運動及文化藝術等元素的一站式娛樂空間。H取自英文-「Home」意指「家」，於充滿著澳門記憶的「家」引入了8成的本地品牌，5大標誌性娛樂項目及由3個時空組成的體驗項目[8]。

- 2022年6月23日至8月中旬，受大規模疫情影響，葡京人酒店被用作醫學觀察酒店用途，收治疫情中的密切接觸者、共同軌跡和次密接接觸者。

- 2022年9月15日至12月，葡京人酒店被用作一般及專門自選醫學觀察酒店用途。[9]

- 2024年3月15日，全球首間LINE FRIENDS PRESENTS CASA DE AMIGO主題酒店開業，主題餐廳亦於同日開幕[10]。

## 結構
度假村大樓高12層，內設設三個酒店品牌，提供合共820間客房。包括葡京人酒店、全球首間LINE FRIENDS主題酒店和全球第一間L'OCCITANE酒店。而建築細節會參考澳門的經典建築物，例如愛都酒店、皇宮娛樂場和新中央酒店等。
購物商場設100間商店，有仿舊葡京外觀的「鳥籠」裝飾，牆身以LED燈點綴出澳門獨特的風景，展現出新穎的澳門印象，並以戶外懷舊街景及室內未來場景為主題，另設全球首個結合震撼視覺元素，全長388米長，共設有5條滑翔道的高空滑索、高12米室內跳傘館Indoor Skydiving及集IMAX影院及MX4D影院，設合共9間影院提供約1,200個座位的英皇戲院等。

## 設施

### 酒店

#### 葡京人酒店
以現代風格設計呈現1960年代澳門舊風貌，設574間客房。

受2019冠狀病毒病澳門疫情的影響，由2020年12月19日至2022年1月3日，該酒店被澳門政府作為自選醫學觀察酒店之一。自2022年6月中旬起，受新一輪大規模疫情影響，政府於2022年7月8日至8月中旬徵用作該酒店用作“指定醫學觀察酒店”用途，收治該輪大規模疫情期間的密切接觸者和次密切接觸者。

#### LINE FRIENDS 主題酒店
LINE FRIENDS主題酒店共設82間客房及套房，並分為3種不同特色的主題客房，包括「LINE FRIENDS主題房」、「BROWN主題房」和「CONY主題房」。

#### L'OCCITANE 酒店
全球首家以國際著名天然護理品牌歐舒丹為設計藍本的主題客房，有164間客房及套房，以品牌的發源地—法國南部普羅旺斯為設計主題。

### 娛樂設施
- 葡京人夜市：逢星期五至日營業
- 澳門飛索：亞太區首個城市高空滑索景點
- GOAIRBORNE：澳門首家室內跳傘設施
- 戶外活動空間—-九號電動卡丁車體驗區
- IMAX+MX4D英皇戲院
- 澳門皇宮 (只開放皇宮海鮮舫) ：「澳門皇宮」參照當年第一艘以「賊船」成名的「皇宮娛樂場」而建設，呈現中國宮廷的氣派。

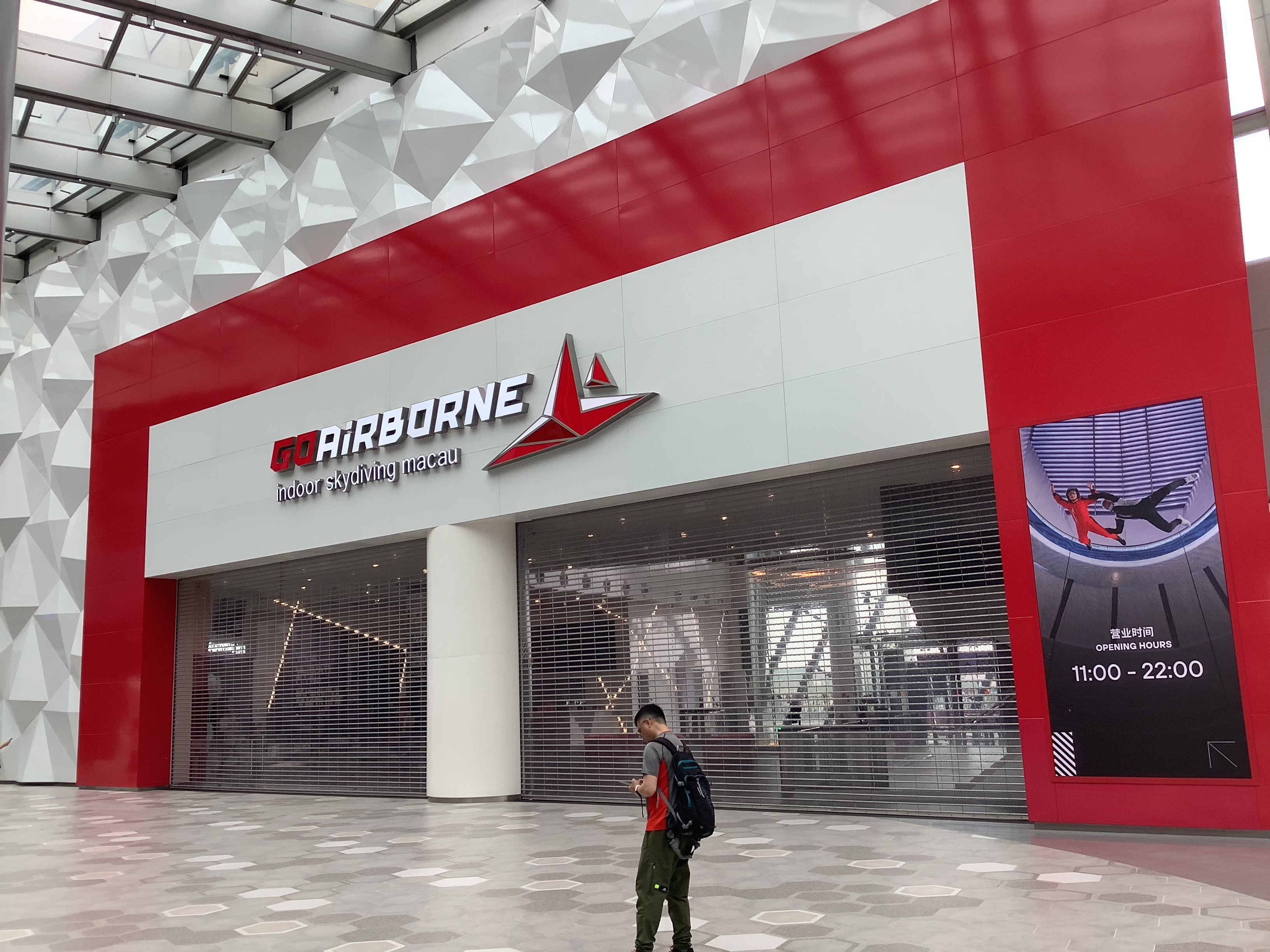
GoAirborne室內跳傘
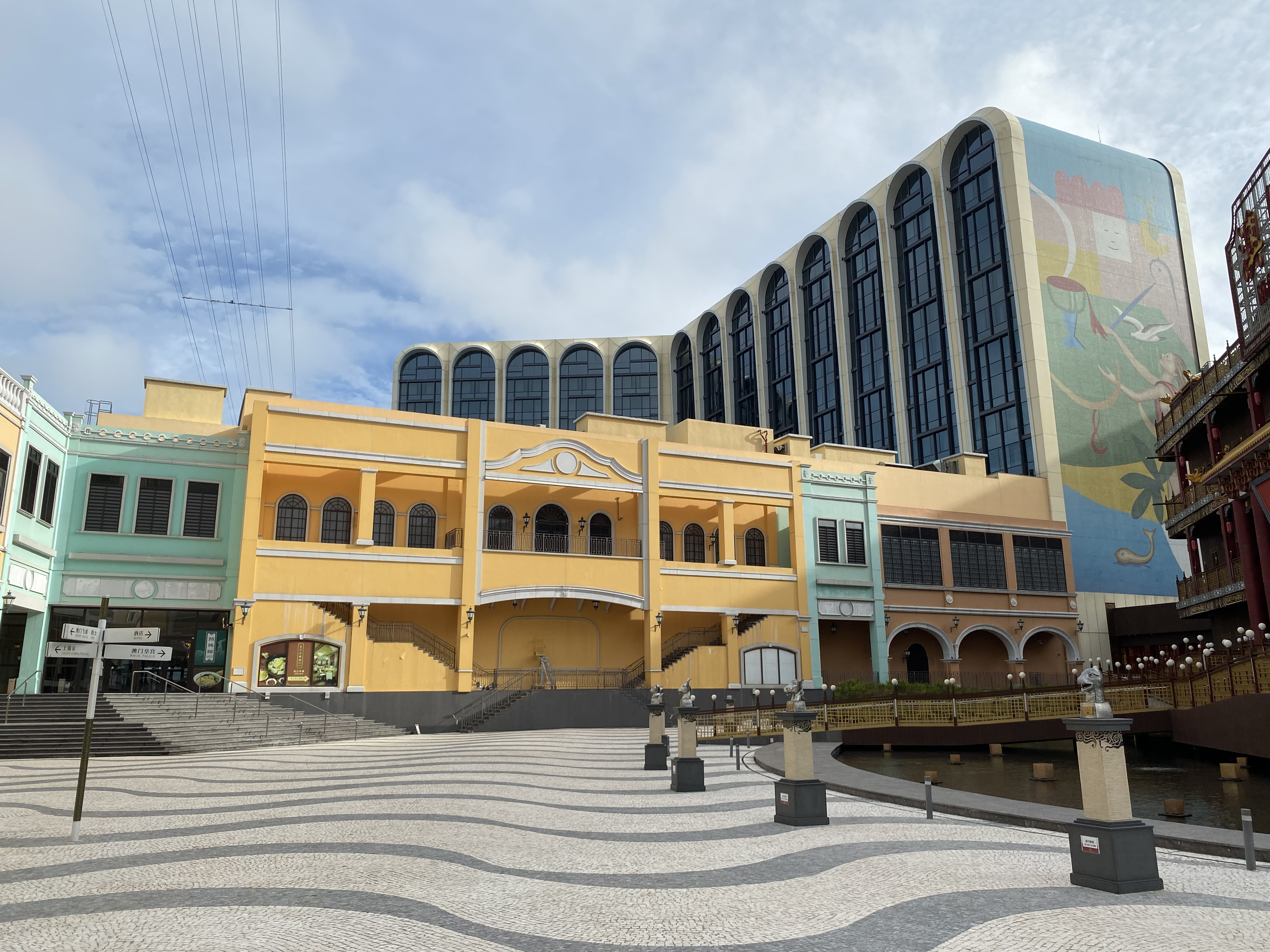
戶外廣場
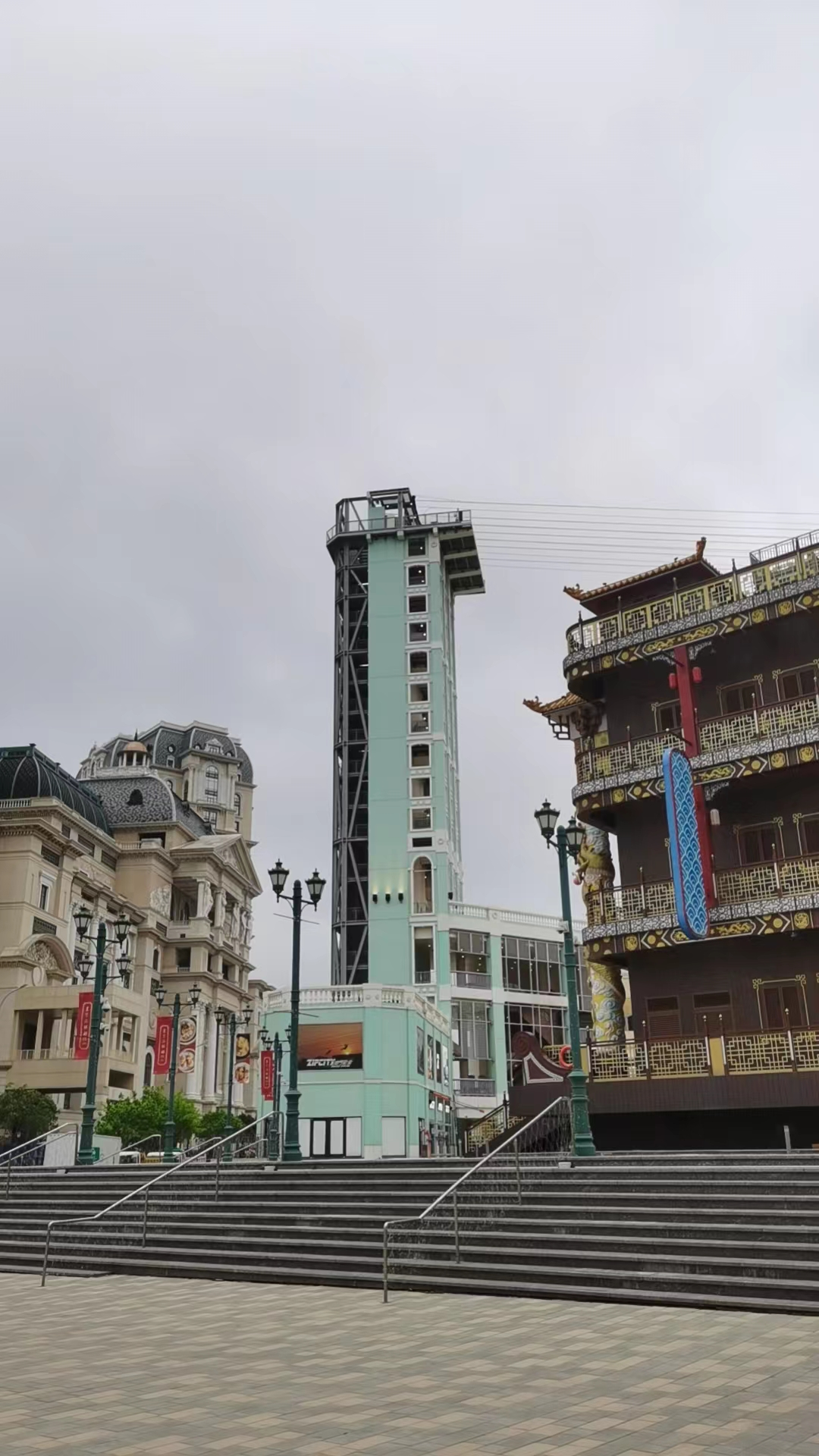
澳門飛索起飛塔（外型模仿新中央酒店）

### 商場

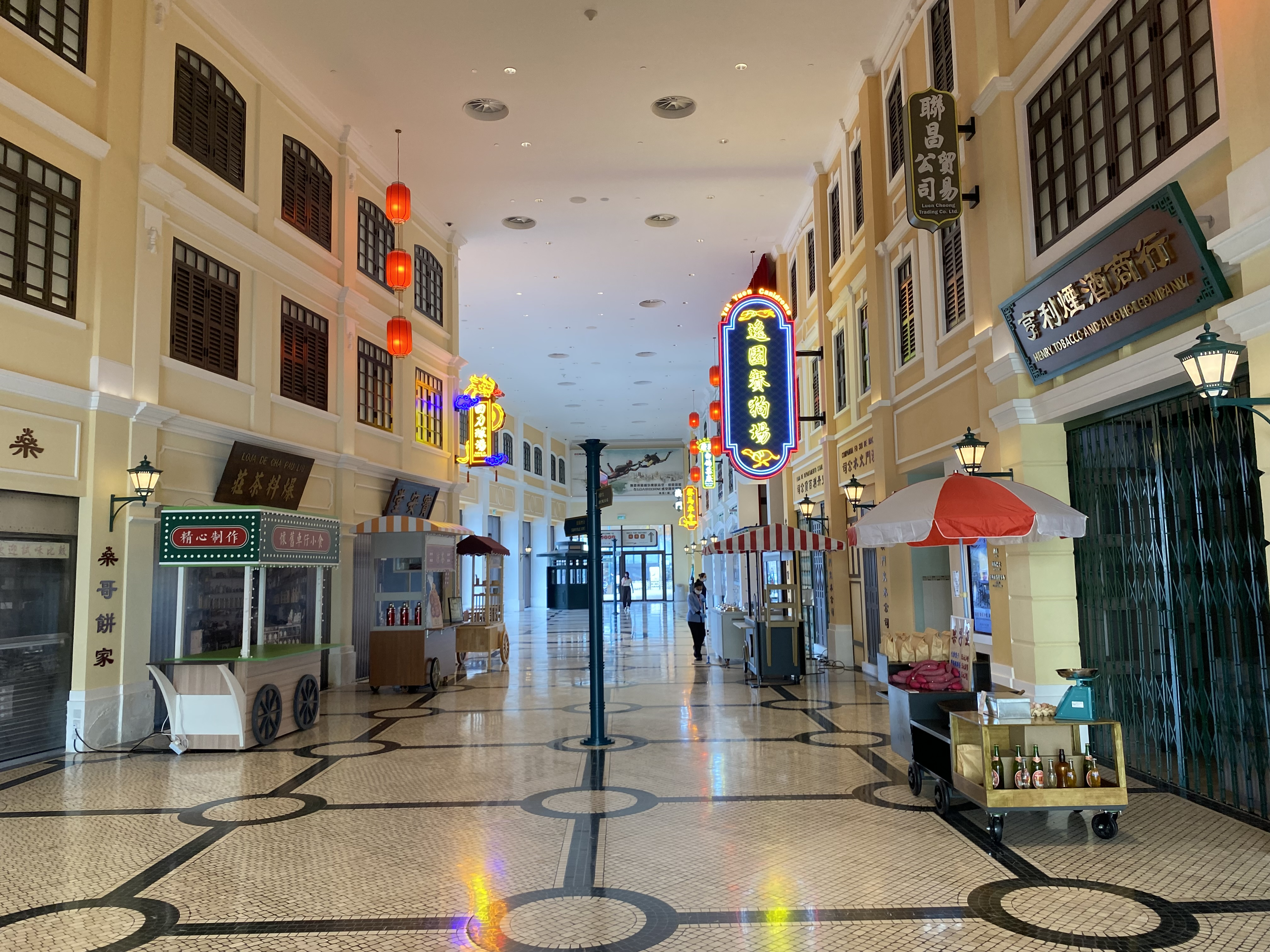
H捌伍叄商場

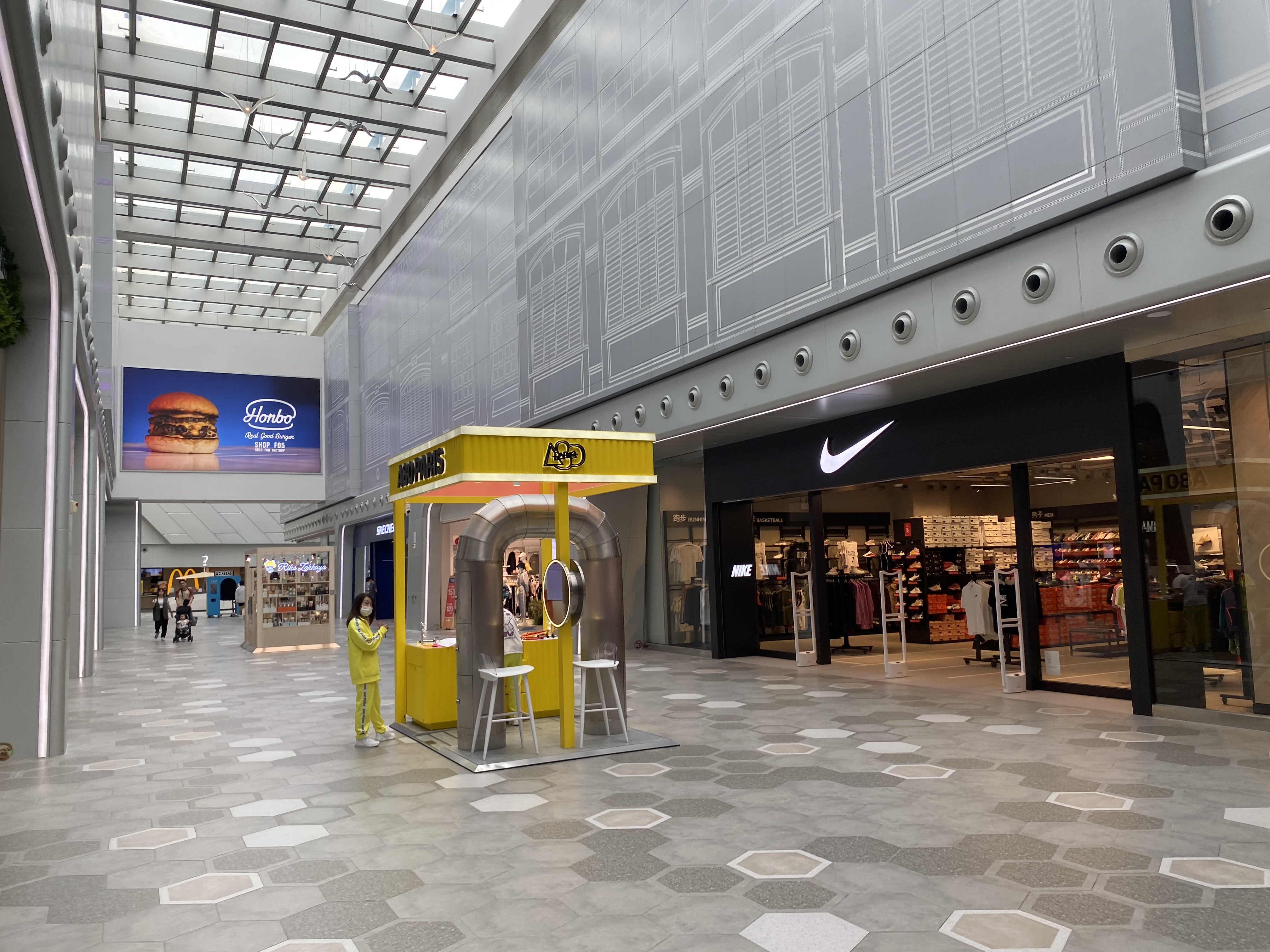
商場內的商店

H捌伍叄商場（H853 FUN FACTORY娛樂廠）：位於澳門葡京人內的「未來澳門區」

### 飲食
- 松花湖水餃
- 麥當勞
- 不同咖喱
- 燊哥冰室
- 一索
- 皇宮海鮮舫
- 招牌麵
- 英皇戲院小食亭
- 葡京人夜市

### 會議設施
H853娛樂館於2023年8月5日舉行《Some More In Macau With Lee Je Hoon》演唱會首次啟用。

## 鄰近建築／景點
| 景點 - 路環小型賽車場 - 澳門賽馬會 - 澳門國際遊艇俱樂部 旅館或商業項目 - 皇庭海景酒店 - 澳門葡京人 | 建設 - 路氹國際體育綜合體 - 澳門東亞運動會體育館 （澳門蛋） - 保齡球中心 - 網球學校 - 國際射擊中心 - 澳門戶外表演區 - 澳門科技大學 - 科大醫院 - 蓮花大橋 - 東方高爾夫球會 - 離島醫院綜合體北京協和醫院澳門醫學中心 - 駕駛學習暨考試中心 - 澳門鏡湖護理學院 | 「路氹金光大道™」商標項目 - 澳門威尼斯人度假村酒店 - 金光綜藝館 - 澳門百利宮 - 四季酒店 - 百利沙娛樂場 - 四季·名店 - 澳門倫敦人 - 康萊德酒店 - 倫敦人酒店 - 倫敦人名匯 - 瑞吉酒店 - 澳門巴黎人 - 巴黎人酒店 | 路氹城其他大型項目 - 新濠天地 - 頤居 - 迎尚酒店 - 君悅酒店 - 摩珀斯酒店 - 新濠大道 - 澳門銀河 - 澳門銀河酒店 - 澳門大倉酒店 - 澳門悅榕庄酒店 - 澳門JW萬豪酒店 - 澳門麗思卡爾頓酒店 - 澳門百老匯 - 萊佛士酒店 - 安達仕酒店 - 澳門嘉佩樂酒店 - 新濠影滙 - 新濠影滙酒店 - 澳門W酒店 - 永利皇宫 - 永利皇宮酒店 - 美獅美高梅 - 上葡京 |

## 交通

### 公共交通

#### 公共巴士
T348 路環發電廠（Central Térmica de Coloane）
路線：51、59、MT4
T349 路環電廠圓形地（R. da Central Térmica de Coloane）
路線：35
T435 溜冰路／葡京人（Rua da Patinagem／Lisboeta）
路線：35、51、59、MT4、N5
T436 溜冰路／東亞運體育館（Rua da Patinagem／N. D. dos J. da Ásia Oriental）
路線：35、51、59、MT4、N5

#### 輕軌
█  氹仔線東亞運站（步行約8分鐘）

### 自設交通
- 關閘 ↔ 澳門凱旋門 ↔ 澳門葡京人
  - 服務時間：10:00-22:00 [12]

- 澳門凱旋門 ↔ 澳門葡京人（循環線）
  - 服務時間：11:00-20:00

- 外港客運碼頭 ↔ 澳門葡京人
  - 服務時間：11:00-20:00

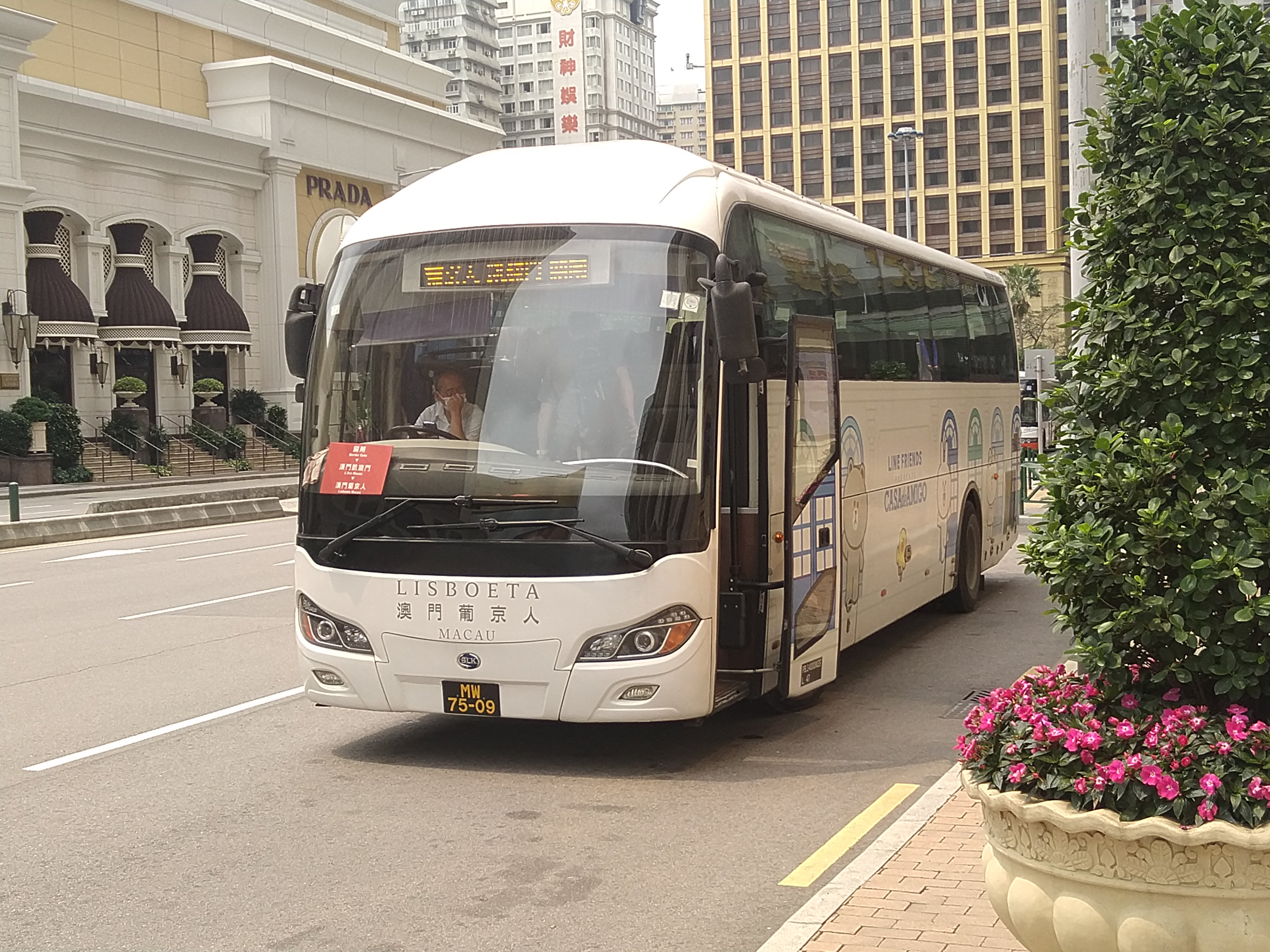
停泊在澳門凱旋門的澳門葡京人發財巴

- 氹仔客運碼頭 ↔ 澳門國際機場 ↔ 澳門葡京人
  - 服務時間：11:05-20:05

- 横琴口岸 ↔ 澳門葡京人
  - 服務時間：11:00-20:00

- 永利皇宮 ↔ 澳門葡京人
  - 服務時間：10:00-22:00